# Манастир Мртвица
Манастир Мртвица се налази у насељеном месту, на тешко приступачном гребену званом Мађерница, на територији општине Владичин Хан, у клисури Јужне Мораве. Манастир припада епархији врањској Српске православне цркве.
Свој данашњи облик добила у обнови средином 19. века. Ипак, у њеном корпусу јасно се разликују: триконхални наос, који би најпре припадао рановизантијском градитељству 6. века, припрата, дограђена почетком 17. века, северни параклис, призидан 1837–1843. године, и трем с краја 19. века.
Манастирска црква посвећена Успењу Пресвете Богородици представља непокретно културно добро као споменик културе од великог значаја. 

## Историја
Храм Успења Пресвете Богородице се налази у селу Мртвица, 14 км од Владичиног Хана, на излазу из Грделичке Клисуре. Смештен је на платоу једва ширем од самог манастира са којег се пружа величанствен и незабораван поглед на околину. Грађевина је необична због разноликости облика и градитељских фаза. Према предању темељи манастира су постављени крајем петог или почетком шестог века. Храм је иконописан у византијском стилу. Раније је ово култно место било црква да би касније било претворено у манастир. 
Садашње стање цркве последица је надоградње цркве кроз векове. По архитектури рекло би се да постоји неколико етапа у изградњи. Најстарија етапа спада у средњовековно или турско време.
Звонара је дрвена, саграђена 2008. године, на звону се налази грб краљевине Србије са следећим текстом: Грађани црквене општине цркве Успења Пресвете Богородице у селу Мртвици поклањају ово звоно које је купљено добровољним прилогом, а трудом господина Јована Ђ. Петровића шефа Џепске железничке станице 1892, а преливено 1997.
Целокупно сликарство у олтару и наосу је дело истог сликара или радионице и датира из XIX века. На фрескама у више наврата су вршене интервенције. Тематски репертоар иконостаса броји 25 икона и 2 целивајуће. Што се тиче богослужбених књига у цркви се чувају Минеји штампани у Москви 1868. године за јануар, фебруар, март, април, јун, јул и август месец. Минеји су купљени лета 1875.
Тетрапод и певнички сто у јужној певници су новије израде.

## Архитектура
Црква, чије се три конхе непосредно ослањају једна на другу, засведена је полуобличастим сводом. Пространа припрата је паром пиластара подељена на два травеја у подужном правцу и засведена полуобличастим сводовима различите висине темена.
Живопис у припрати, програмски сведен на стојеће фигуре, опширан циклус Богородичиног акатиста допуњен сценама Гостољубља Аврамовог и Рођења Богородице, као и илустрацијом химне Пророци су те наговестили, узорно је дело путујућих сликара Грка из друге деценије 17. века. У цркви су сачуване зидне слике настале 1866. године.
Упркос недостатку извора и археолошкој неистражености, претпоставку да је у време турске владавине овде постојао жив манастирски центар оснажују остаци полупећинске спратне градње подно цркве. Донедавно парохијална црква данас функционише као католикон женског манастира.